# خانه عباس علاء الدین
خانه عباس علاء الدین مربوط به دوره پهلوی است و در شهرستان گرگان، بخش مرکزی، دهستان استرآباد جنوبی، روستای زیارت واقع شده و این اثر در تاریخ ۲۲ آبان ۱۳۸۶ با شمارهٔ ثبت ۲۰۰۳۶ به‌عنوان یکی از آثار ملی ایران به ثبت رسیده است.